# Rosendo López
Rosendo López es un barrio de la ciudad de Bahía Blanca, Provincia de Buenos Aires, Argentina.

## Población
Se encuentra totalmente dentro del Gran Bahía Blanca, por lo que suma 5,000 habitantes (Indec, 2001) en su totalidad.

## Calidad de Vida
Rosendo López cuenta con todos los servicios básicos como Luz, Asfalto, Agua potable, ABL, Servicio Sanitario, entre otros.
Transporte; cuenta con más de cinco líneas de colectivo que conectan el barrio a toda la ciudad.

## Separación
Desde ya hace más de dos años Rosendo Lòpez no cuenta con dos manzanas ya que las mismas se "independizaron" y formaron el barrio " San Francisco " (Por el Club_Deportivo_San_Francisco_(Bahía_Blanca))

## 2009 se funda el club Rosendo López
En diciembre de 2009 se funda el Club Atlético Rosendo Lopez de Bahía Blanca, cuya disciplina principal es el Handball.

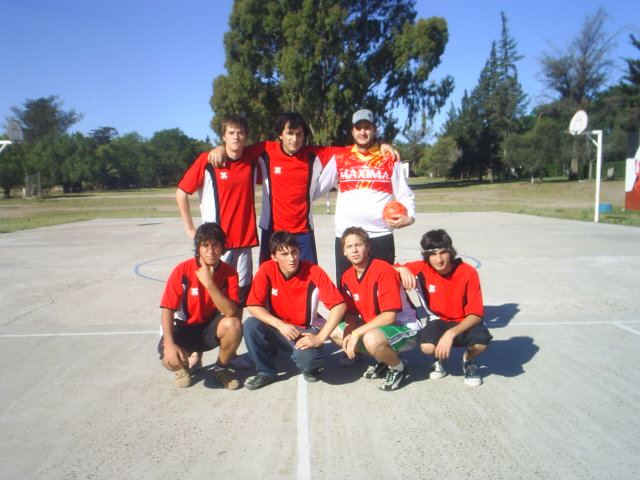
Club Atlético Rosendo Lopez de Bahía Blanca 2008

Fue fundado por Nestor Blanco actual presidente de la SUB.Comisión de handball del Club Deportivo San Francisco de Bahía Blanca .
En la actualidad no está afiliado a la Asociación Bahiense de Handball solo participa anualmente en la Copa Independencia.